# سیارک ۲۵۵۹
سیارک ۲۵۵۹ (به انگلیسی: 2559 Svoboda، نامگذاری:1981UH) دو هزار و پانصد و پنجاه و نهمین سیارک کشف شده‌است که در ۲۳ اکتبر ۱۹۸۱ کشف شد.
قدر مطلق سیارک برابر ۱۲٫۴۰ است.